# Bir al-Helou
Bir al-Helou (بئر الحلو) est une ville du nord-est de la Syrie qui dépend administrativement du gouvernorat de Hassaké. C'est le chef-lieu du canton (nahié) du même nom (qui comprend 72 municipalités), dans le district de Hassaké. Sa population comptait 3 718 habitants en 2004.